# Miguel Esteban
Miguel Esteban ist eine spanische Gemeinde  (municipio) in der Provinz Toledo der Autonomen Region Kastilien-La Mancha. 2024 hatte die Gemeinde 4.733 Einwohner. Die Gemeindefläche beträgt 93,00 km².

## Lage
Miguel Esteban liegt etwa 85 Kilometer südöstlich von Toledo in einer Höhe von ca. 610 m. 

## Geschichte
Römische Siedlungsreste deuten auf einen früheren Wohnplatz hin. Ob dieser Wohnplatz identisch ist mit dem keltiberischen Oppidum Alcés ist zweifelhaft. Urkundlich erwähnt wird die Ortschaft 1224, mit dem Namen Miguel Esteuan 1243. 

## Bevölkerungsentwicklung
| Jahr      | 1900  | 1910  | 1920  | 1930  | 1940  | 1950  | 1960  | 1970  | 1981  | 1991  | 2001  | 2011  | 2021  |
| --------- | ----- | ----- | ----- | ----- | ----- | ----- | ----- | ----- | ----- | ----- | ----- | ----- | ----- |
| Einwohner | 2.560 | 2.831 | 3.183 | 3.685 | 4.009 | 4.710 | 4.783 | 4.667 | 4.530 | 4.673 | 4.935 | 5.404 | 4.809 |

## Sehenswürdigkeiten
- Andreaskirche (Iglesia de San Andrés Apóstol)
- Marienkirche (Iglesia de Nuestra Señora del Socorro)
- Isidorkapelle (Ermita de San Isidro)

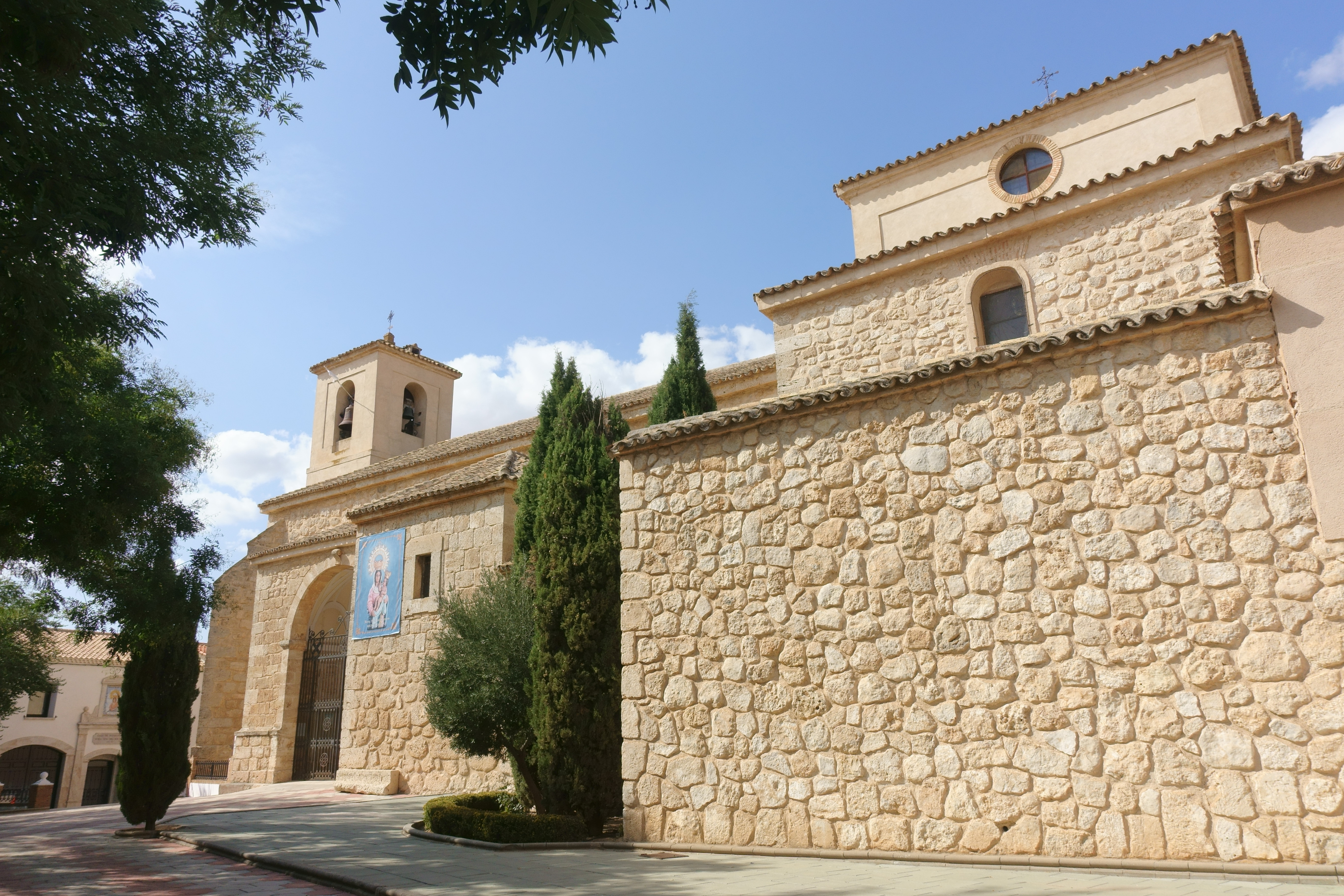
Andreaskirche
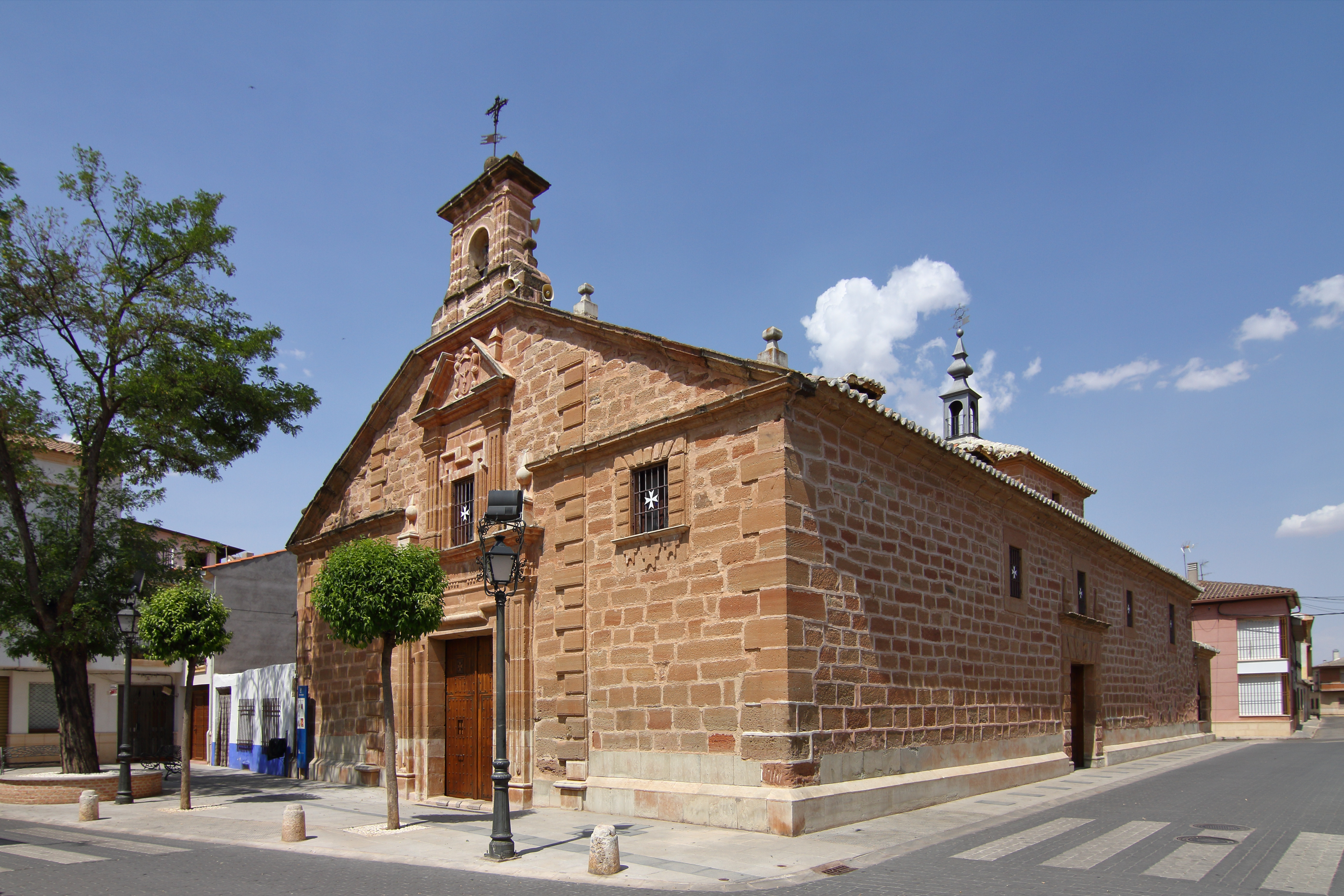
Christuskapelle
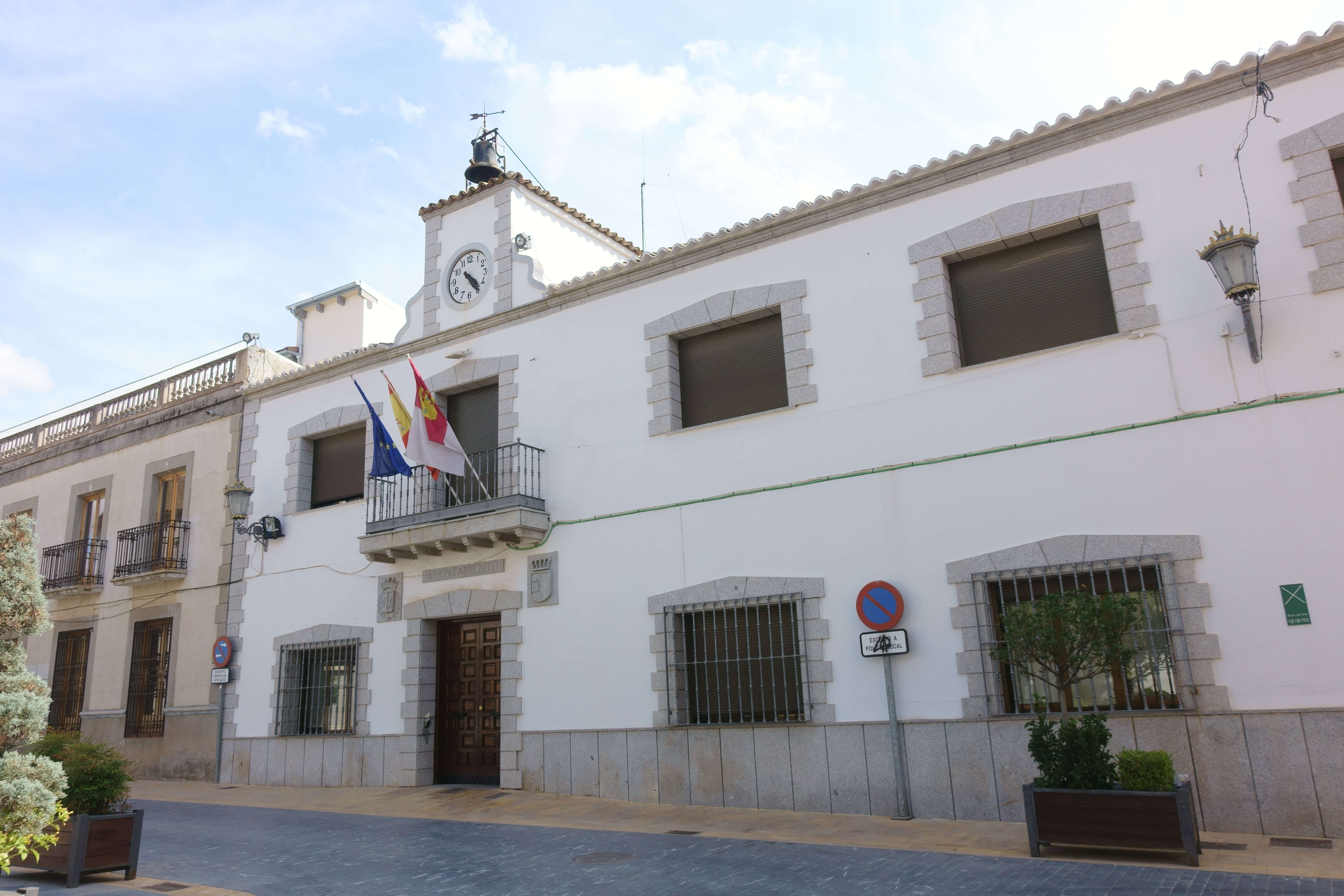
Rathaus

## Bekannte Personen der Stadt
- Joaquín Tebar Fernández (1933–2009), Franziskaner und Missionar in Brasilien
- Vicente Tirado (* 1963), Politiker (PP)

## Gemeindepartnerschaft
Mit der französischen Gemeinde Marolles-en-Brie im Département Val-de-Marne der Île de Seine besteht eine Partnerschaft.